# Crkva sv. Vlaha u Dubrovniku
Crkva sv. Vlaha je barokna crkva zaštitnika grada Dubrovnika. Nalazi se na trgu Luža u Dubrovniku.

## Povijest
Barokna crkva sv. Vlaha sagrađena je na mjestu starije romaničke crkve (14. stoljeće), koja je preživjela veliki potres 1667. godine, ali je izgorjela u požaru 1706. godine. Crkva je oštećena u potresu godine 1979. godine, a u Domovinskom ratu (1991. – 1992.) oštećena je pogodcima, najjače na krovu i sjevernom pročelju.
Veliko vijeće 26. veljače 1348. godine donosi odluku o gradnji crkve sv. Vlaha na Platea Communis, na mjestu gdje je i današnja (barokna), ispred Vijećnice. Iz odluke o izgradnji nove crkve sv. Vlaha na navedenome mjestu još se može iščitati želja Dubrovčana za stjecanjem neovisnosti od mletačke vlasti, posebice ako se uzme u obzir arhivski podatak da je dubrovački nadbiskup Ilija Saraka postavio temeljni kamen crkve. Godine 1558. orgulje orguljara Colombija postavljene su u crkvu. Nova barokna crkva izgrađena je od 1706. do 1715. godine po nacrtima mletačkog graditelja Marina Gropellija. Crkva ima bogato ukrašeno pročelje s portalom, a ispred njega su široke stube. Središnji prostor crkve nadvišen je kupolom. Na glavnom mramornom oltaru nalazi se kip sv. Vlaha od pozlaćenog srebra, rad dubrovačkih majstora iz 15. stoljeća. U rukama drži maketu grada prije potresa 1667. godine. Kip je preživio i potres i požar u crkvi. Svake se godine 3. veljače u Dubrovniku slavi Festa svetog Vlaha.

## Orgulje
Njemačka radionica Gebrüder Rieger izgradila je orgulje za crkvu Sv. Vlaha 1906. godine (op.1242). Orgulje imaju romantičnu dispoziciju:
| I. manual C–f3 |                 |     |
|                | Principal       | 8′  |
|                | Bourdon         | 16′ |
|                | Gamba           | 8′  |
|                | Gedeckt         | 8′  |
|                | Octave          | 4′  |
|                | Rauschquinte II |     |

| II. manual C–f3 |                  |    |
|                 | Geigen Principal | 8′ |
|                 | Salicional       | 8′ |
|                 | Rohrflöte        | 8′ |
|                 | Octave           | 4′ |
|                 | Dolce            | 4′ |

| Pedal C–d1 |         |     |
|            | Subbass | 16′ |
|            | Cello   | 8′  |

Prijenos je elektro-digitalni, do 2001. bio je pneumatski.